# Siga liris
Siga liris is een vlinder uit de familie van de grasmotten (Crambidae), uit de onderfamilie van de Spilomelinae. De wetenschappelijke naam van deze soort is voor het eerst voorgesteld als Phalaena liris door Pieter Cramer in een publicatie uit 1775.
De soort komt voor in Frans Guyana, Brazilië en Peru.